# Albero del mondo

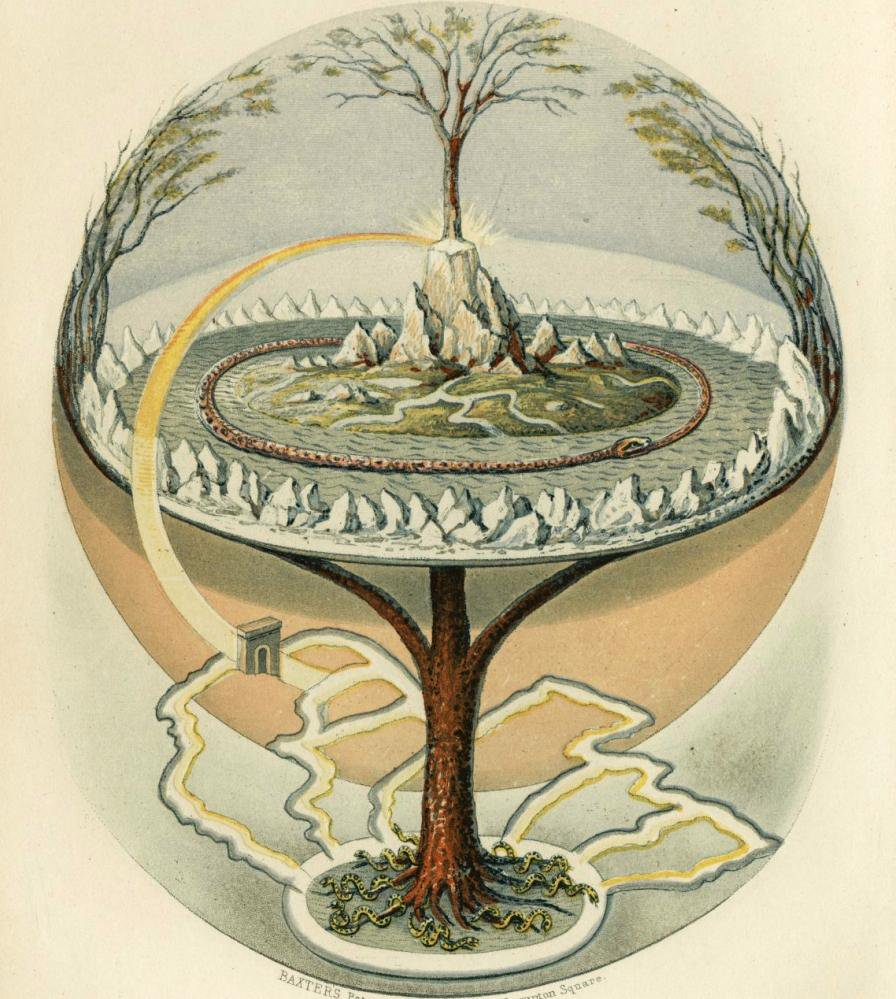
Yggdrasil, ricostruzione moderna dell'albero del mondo norreno

L'albero del mondo (o albero sefirotico, albero del centro, albero di vita a seconda delle diverse tradizioni) è un elemento ricorrente in numerose religioni e mitologie, in particolare quelle indoeuropee. L'albero del mondo viene rappresentato come un asse portante di dimensioni colossali che sostiene i cieli e li collega, attraverso rami e radici, con la terra e il sottosuolo. Possiede una forte correlazione con l'albero della vita.

## Iconografia
L'albero del mondo è presente nella mitologia ungherese, nella mitologia norrena (con i nomi di Yggdrasill o Irminsul), in quella slava e finlandese come una quercia, nel noce di Benevento adorato dai Longobardi, e nell'induismo con il nome di Ashvastha o fico sacro.
Le popolazioni indoeuropee hanno associato all'Albero del Mondo vari animali: le api, per via della loro abitudine di stabilirsi nelle cavità degli alberi, sono diventate l'intermediario privilegiato fra i tre mondi. Inoltre, venivano associati all'albero quattro cervi, un'aquila che nidificava tra i suoi rami e dei serpenti che avvolgevano le sue radici.
L'albero del mondo nei popoli turchi è raffigurato come faggio e pioppo ed è associato a un'aquila a due teste.
Tale concetto è presente anche in altre popolazioni, come quelle della Siberia e dell'America del Nord; ciò fa pensare a una probabile presenza di sciamani tra le prime popolazioni indo-europee.